# 紅顔の若武者 織田信長
『紅顔の若武者 織田信長』（くれないがおのわかむしゃ おだのぶなが）は1955年（昭和30年）9月20日公開の日本映画である。東映製作・配給。監督は河野寿一、主演は中村錦之助 (萬屋錦之介)。モノクロ、スタンダード、92分。
原作は山岡荘八の小説『織田信長』。若き日の織田信長の、濃姫との出会いから斎藤道三との会見を無事に終え帰ってくるまでを描く。

## スタッフ
- 監督：河野寿一
- 脚本：結束信二
- 原作：山岡荘八
- 企画：マキノ光雄、小川三喜雄
- 撮影：坪井誠
- 音楽：高橋半
- 美術：吉村晟

## キャスト
- 織田信長：中村錦之助 (萬屋錦之介)
- 濃姫：高千穂ひづる
- 織田信秀：柳永二郎
- 林佐渡守：原健策
- 織田信行：東宮秀樹
- 柴田権六：吉田義夫
- 佐久間信盛：高松錦之助
- 森三左ヱ門：水野浩
- 前田犬千代：片岡榮二郎
- 池田勝三郎：月形哲之介
- 織田信友：中村時十郎
- 織田信清：楠本健二
- 村松与左ヱ門：堀正夫
- 岩室：浦里はるみ
- 各務野：鳳衣子
- 平手政秀の妻：松浦築枝
- 万松寺老僧：尾上華丈
- 愛智小十郎：中野雅晴
- 五味新蔵：小田部通麿
- 小瀬三右ヱ門：丘郁夫
- 中村与八郎：矢奈木邦二郎
- 斎藤道三：進藤英太郎
- 平手政秀：月形龍之介